# Robert Lowry (Politiker, 1824)
Robert Lowry (* 2. April 1824 in Killyleagh, Vereinigtes Königreich; † 27. Januar 1904 in Fort Wayne, Indiana) war ein US-amerikanischer Politiker. Zwischen 1883 und 1887 vertrat er den Bundesstaat Indiana im US-Repräsentantenhaus.

## Werdegang
Nach seiner Einwanderung in die Vereinigten Staaten ließ sich der gebürtige Ire Robert Lowry in Rochester im Bundesstaat New York nieder, wo er an privaten Schulen erzogen wurde. Danach arbeitete er als Bibliothekar für das Rochester Athenaeum und die Young Men’s Association. Im Jahr 1843 zog er nach Fort Wayne in Indiana. Dort war er in den Jahren 1844 und 1845 Ratsschreiber (Recorder). Nach einem anschließenden Jurastudium und seiner 1846 erfolgten Zulassung als Rechtsanwalt begann er in Goshen in diesem Beruf zu arbeiten. 1852 war er Revisor im Elkhart County. Im gleichen Jahr wurde er Bezirksrichter.
Politisch war Lowry Mitglied der Demokratischen Partei. Im Jahr 1860 war er Delegierter zur Democratic National Convention in Baltimore. Zwischen 1864 und 1878 arbeitete er an verschiedenen Gerichten als Richter. 1876 war er nochmals Delegierter auf dem Bundesparteitag der Demokraten; 1879 wurde er erster Präsident der Anwaltskammer von Indiana. Bei den Kongresswahlen des Jahres 1882 wurde Lowry im zwölften Wahlbezirk von Indiana in das US-Repräsentantenhaus in Washington, D.C. gewählt, wo er am 4. März 1883 die Nachfolge von Walpole G. Colerick antrat. Nach einer Wiederwahl konnte er bis zum 3. März 1887 zwei Legislaturperioden im Kongress absolvieren. Von 1885 bis 1887 leitete er den Ausschuss zur Kontrolle der Ausgaben des Finanzministeriums. Im Jahr 1886 unterlag er dem Republikaner James Bain White.
Nach seinem Ausscheiden aus dem US-Repräsentantenhaus praktizierte Robert Lowry wieder als Anwalt. Er starb am 27. Januar 1904 in Fort Wayne.